# زبان گفتاری
زبان گفتاری یا زبان محاوره‌ای یکی از گونه‌های کاربردی زبان است که برای ارتباط کلامی به کار می‌رود و در تقابل با زبان نوشتاری قرار می‌گیرد. ساخت‌های زبانی به کار رفته در زبان گفتاری عموماً ساده‌تر از ساخت‌های به کار رفته در زبان نوشتاری هستند. گفتار صورت اصیل و ابتدایی زبان است. در زبان معیار گفتاری تلفظ و ویژگی‌های لهجه‌ای و آهنگی کلام بیشترین اهمیت را دارد. گونهٔ زبان معیار در ایران آن است که در بین افراد تحصیل کرده و دانشگاهی و دارای پایگاه اجتماعی و اقتصادی بالاتر رایج است. به علت مرکزیت سیاسی، فرهنگی و اقتصادی تهران، زبان گفتاری رایج در بین تحصیلکردگان تهران، زبان معیار گفتاری در ایران است. زبان معیار گفتاری با زبان محاوره یکی است.